# Eleusa

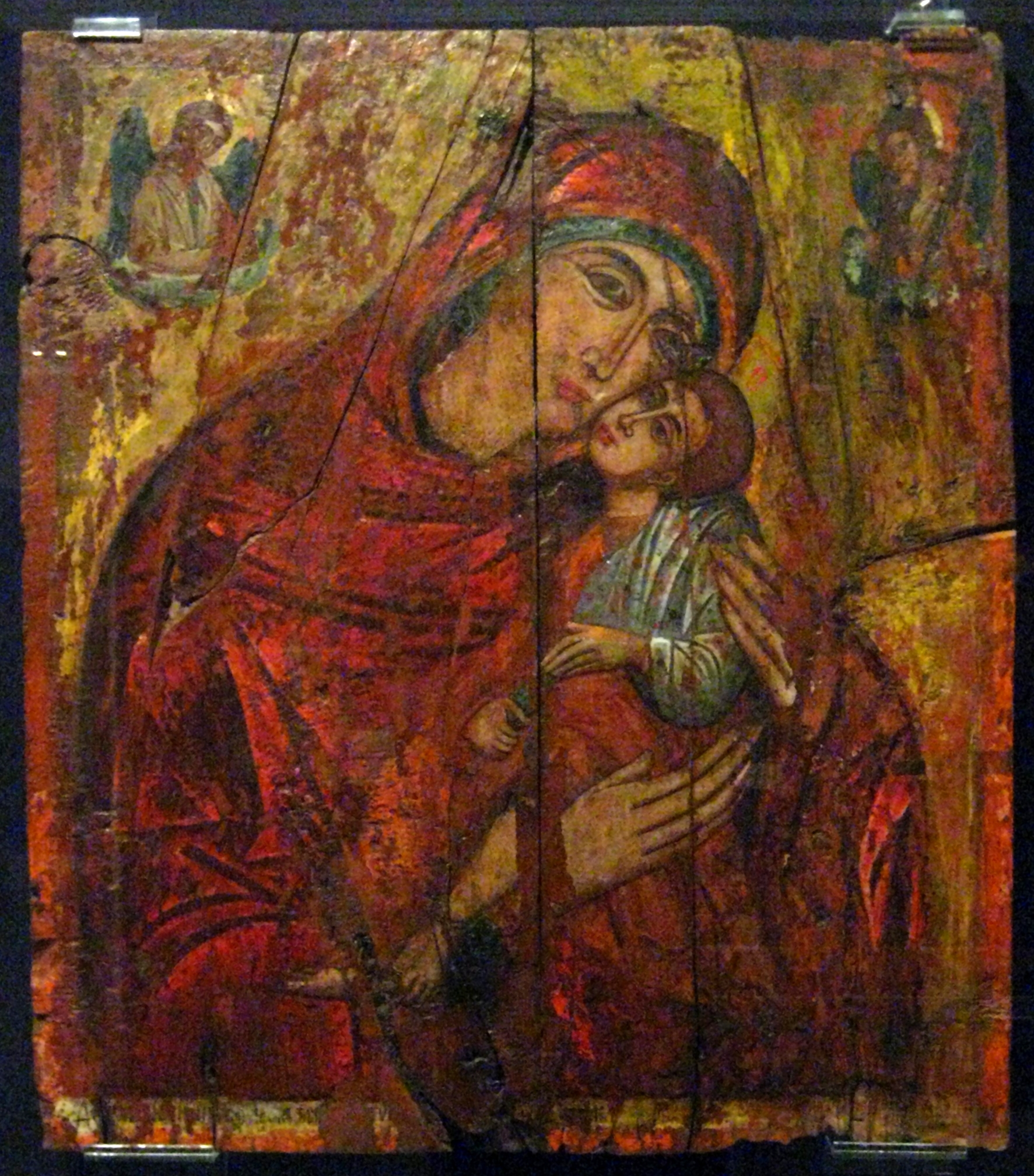
Griechische Ikone der Eleusa aus dem 16. Jahrhundert

Der ikonografische Typus der Eleusa oder Eleousa (griech.: Ἐλεοῦσα, elëúsa, die Mitleidende, Erbarmerin) bezeichnet die liebevolle Haltung zwischen Mutter und Sohn, die darauf abzielt, Frömmigkeit (Griechisch: eleos) und die Barmherzigkeit des Sohnes gegenüber den Gläubigen hervorzurufen. Dieser Typus bildete sich in der byzantinischen Kunst im 9. und 10. Jahrhundert heraus und war im 11. Jahrhundert in der mittelalterlichen Kunst aller europäischen Länder weit verbreitet.
Die Eleusa ist eine Variante der älteren Hodegetria (Wegweiserin), der Gottesmutter mit dem Christuskind und drückt die Intensität der zarten und liebevollen Beziehung zwischen der Mutter und dem Kind aus. Sie verzichtet auf die statische, starre und frontale Haltung der Hodegetria, in der es keinen Platz für menschliche Gefühle gibt, und zeigt ein unbestreitbares Gefühl der Zuneigung und Zärtlichkeit.

## Ikonografie

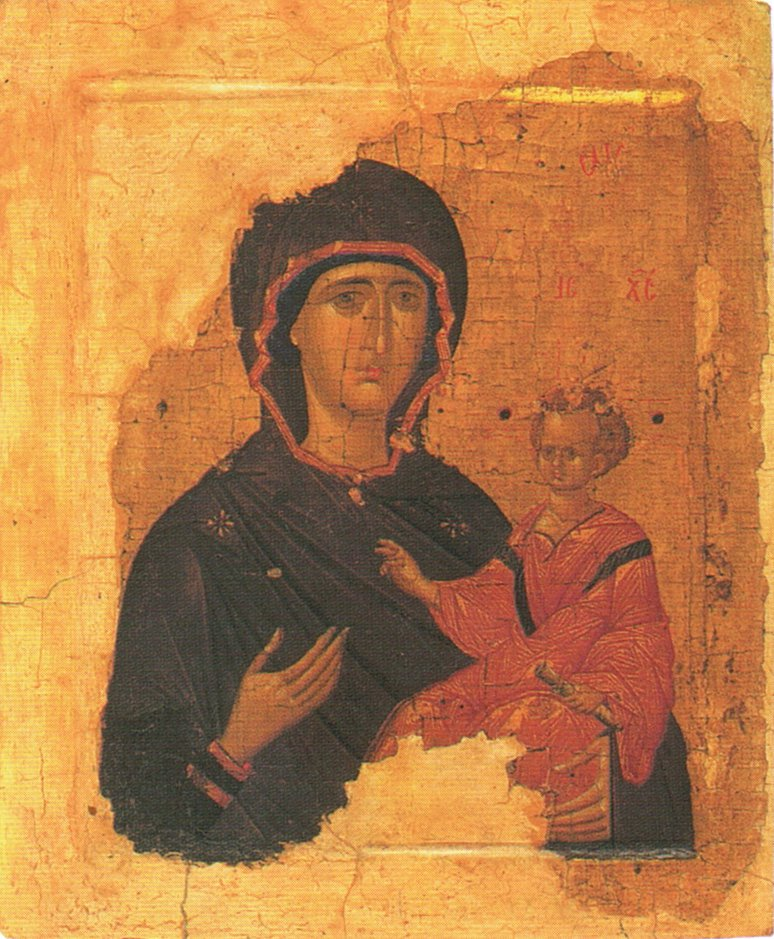
Die Hodegetria aus dem 15. Jahrhundert

Im Typus Eleusa wurden einige mehr oder weniger auffällige Änderungen eingeführt: Maria die das Kind auf dem linken Arm hält (Aristerokratusa; manchmal auch auf dem rechten; Dexiokratusa), neigt sich liebevoll dem Kind zu, oft berührt sie das Kind mit der linken Hand und die Wangen des Kindes und der Mutter nähern sich bis zur Berührung, die beiden Figuren streicheln und küssen sich, die Mutter hält in ihren Händen die des Kindes, das seine Zuneigung ausdrückt, indem er seine Mutter umhalst oder, die Rechte im Segensgestus erhoben und in der Linken die Schriftrolle hält. Das Kind wird mit Körperbewegungen dargestellt: es ist erregt, streichelt mit seiner Hand die Wange seiner Mutter und diese versucht ihn zu beruhigen, zurückzuhalten, zu trösten usw.
Der Typus existiert hauptsächlich als Halbfigur. Andere Darstellungen reproduzieren die Madonna als Ganzfigur, stehend oder sitzend. Zu beachten ist, dass die Inschrift „Eleousa“ selten auf den Ikonen dieser Art gefunden wird. Dafür findet man andere Namen, Marienworte und Herkunfts- oder Verehrungsnamen.
Im Hinblick auf das Gute, das den Gläubigen zuteilwerden soll, soll die innige Beziehung zwischen den beiden deutlich sichtbar werden und beharrt außerdem auf die Menschlichkeit des Sohnes, im Gegensatz zu dem Typus der Hodegetria, wo der Akzent auf seine Göttlichkeit gelegt wird. Dadurch soll die innige Beziehung zwischen den beiden deutlich sichtbar werden, wobei Marias leidvoller Blick dabei in die Ferne, in Vorahnung um Christi Leid geht. Die Eleusa symbolisiert das Opfer Jesu als das höchste Zeichen der Liebe Gottes für die Menschheit.

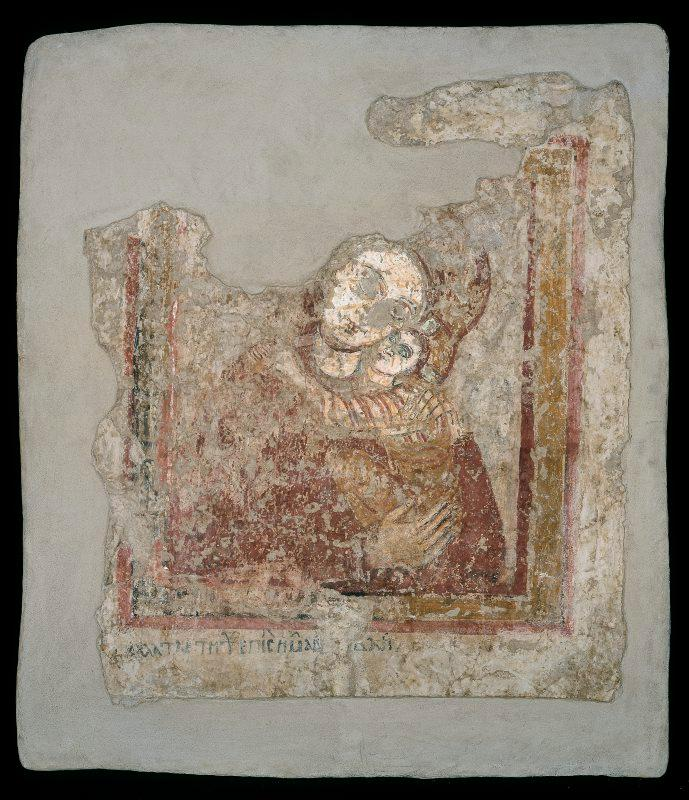
Eleusa aus dem 12./13. Jahrhundert
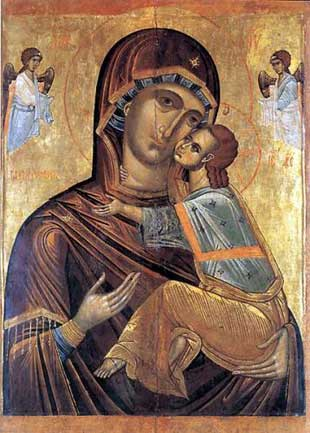
Ikone der Eleusa aus dem 16./17. Jahrhundert
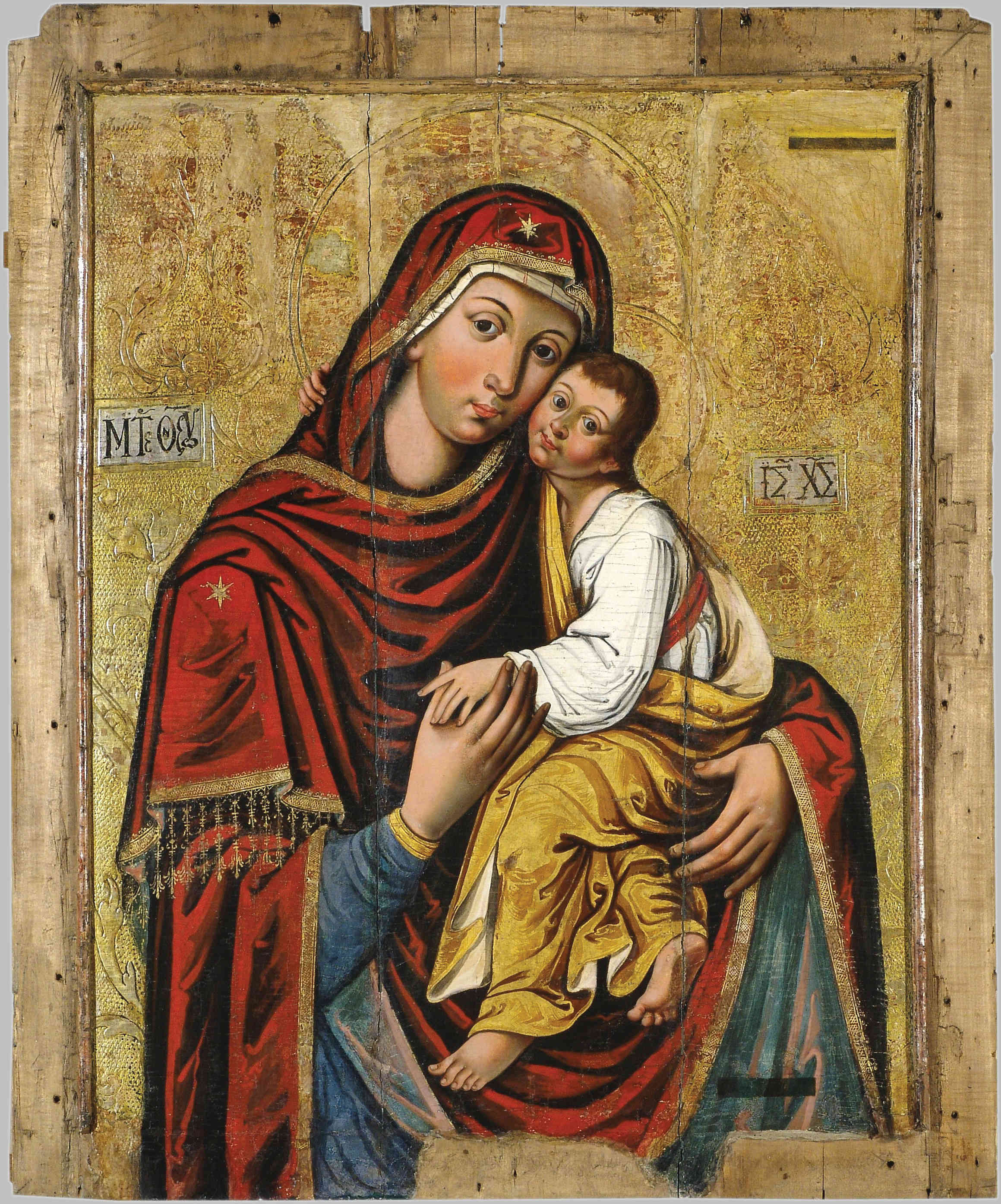
Belarussische Ikone der Eleusa (1656)
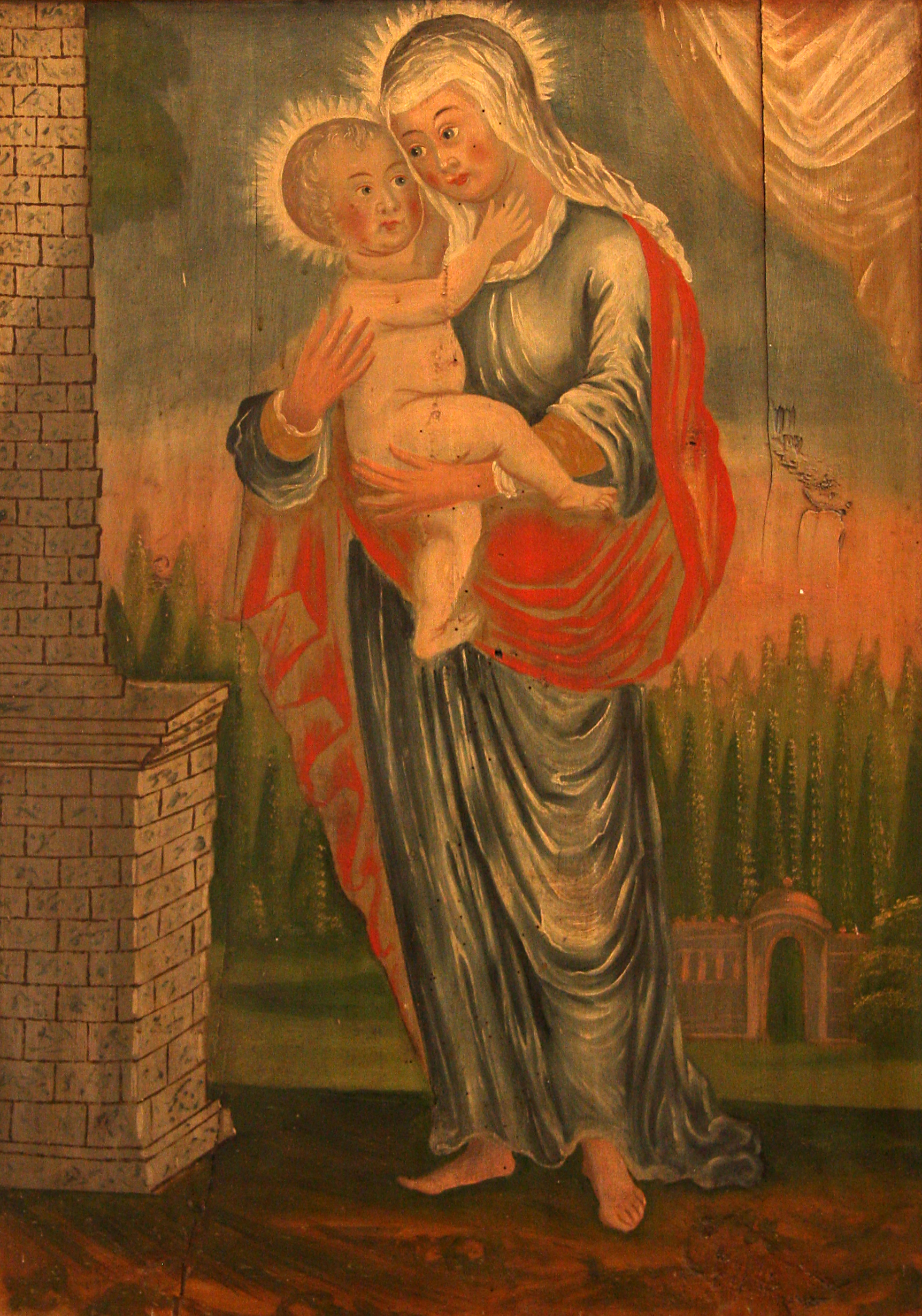
Eleusa in der Sankta Maria kyrka in Åhus (17. Jahrhundert)
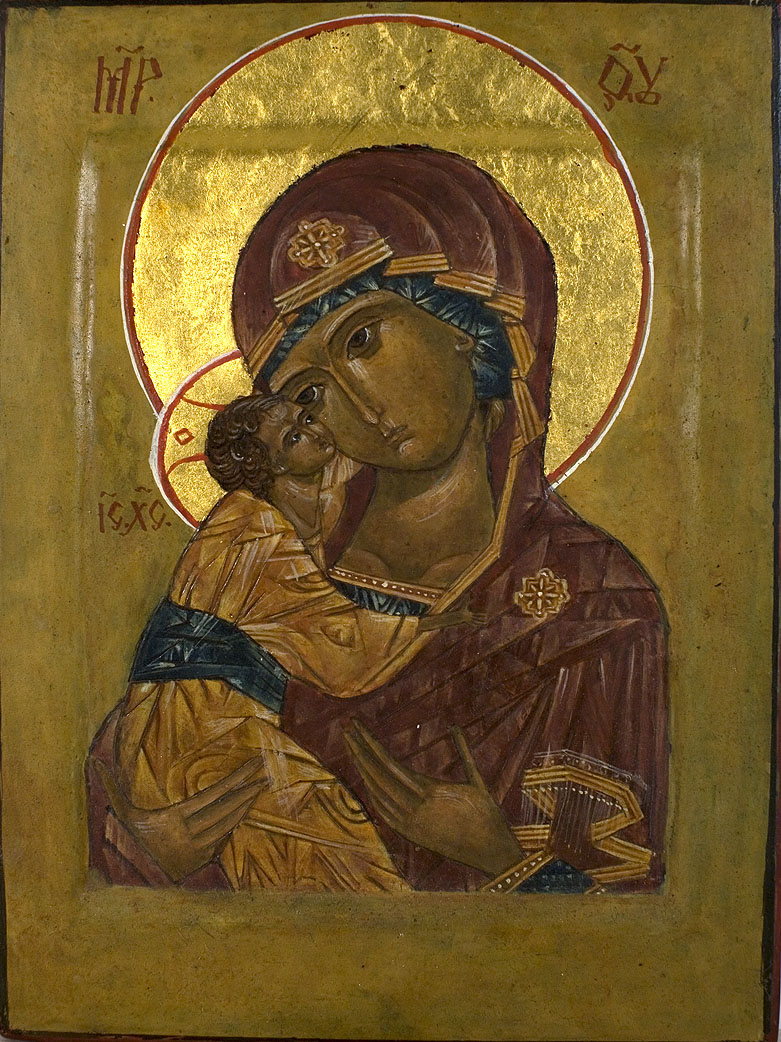
Tjaarke Maas: Eleusa, Eitempera, 1995
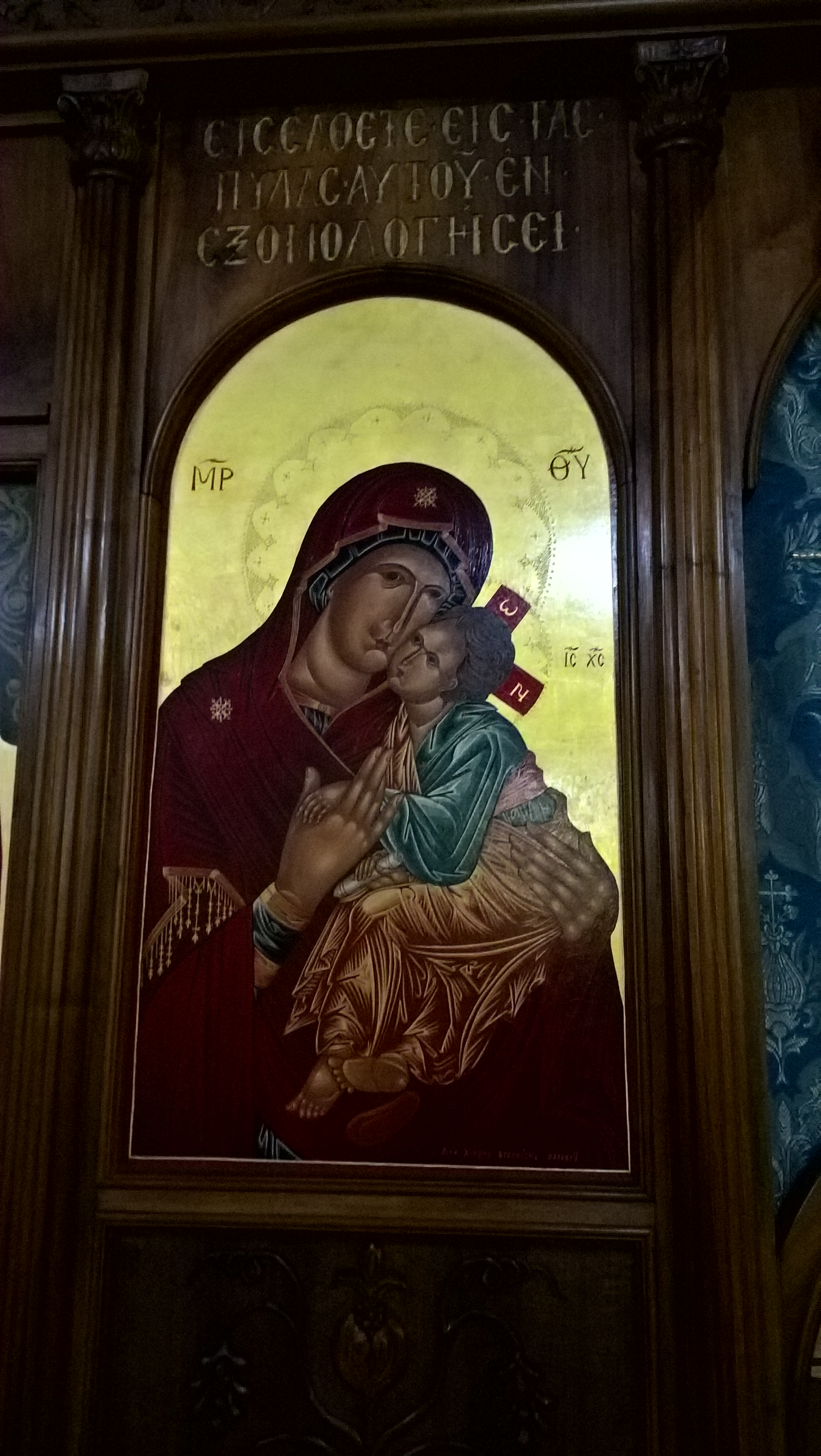
Eleusa, nördliche Tür der Ikonostase in der Chiesa Esaltazione della Santa Croce in San Paolo Albanese

## Geschichte

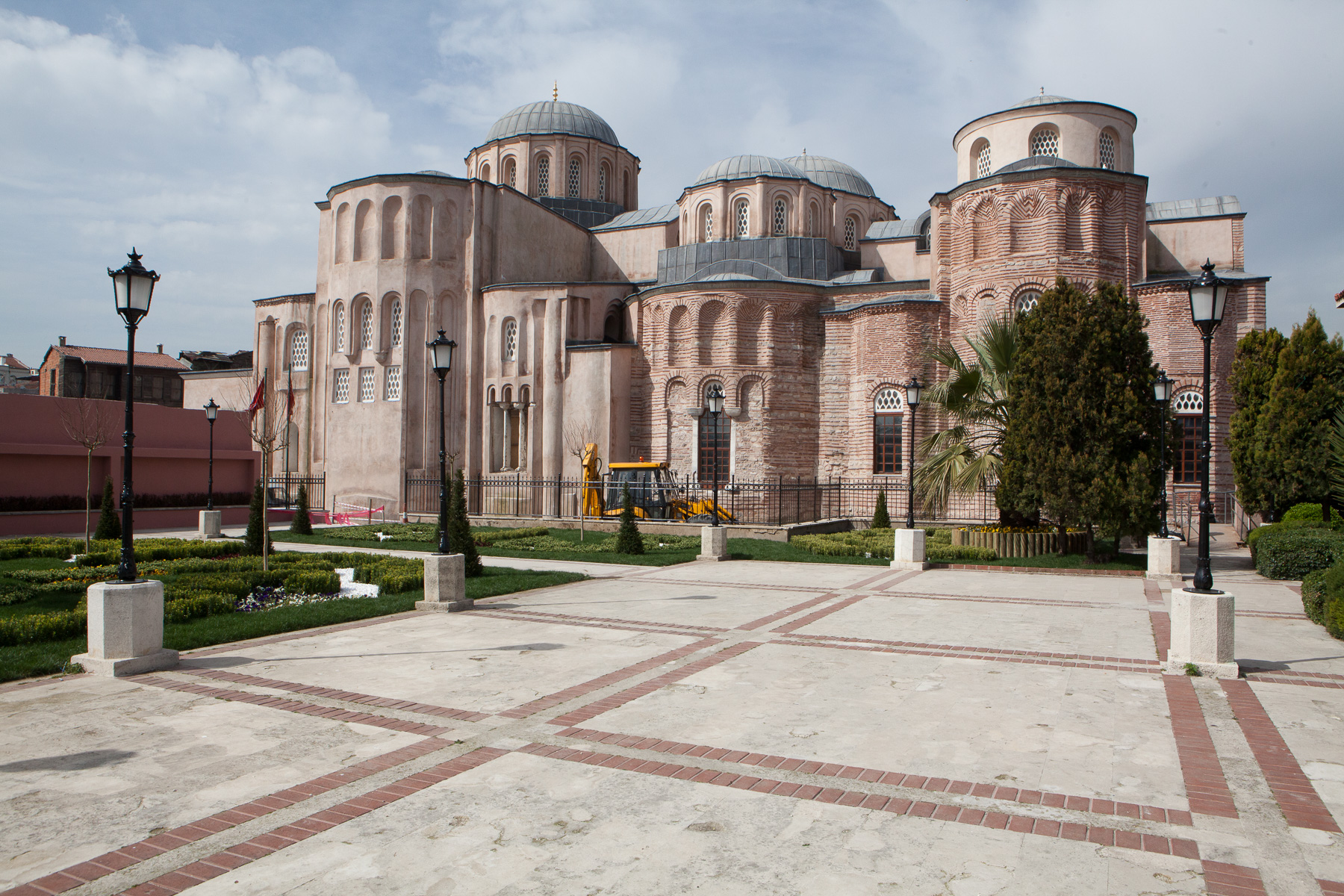
Die Zeyrek-Moschee von Osten. Von links nach rechts: die Apsis der Christus-Pantokrator-Kirche, die Kaiserliche Kapelle und die Kirche der Theotokos Eleousa.

Der Name der Eleusa wird in einer verhältnismäßig späten Epoche bezeugt und es scheint, dass sie von Anfang an, an zwei Marienkirchen in Konstantinopel aus dem 11. und 12. Jahrhundert, die diesen Namen trugen, in Verbindung gesetzt werden. Die letzte wurde vom byzantinischen Kaiser Johannes II. Komnenos (1118–1143) kurz nach dem Tod seiner Frau (1134) im kaiserlichen Palast nördlich der Pantokrator-Kirche, der heutigen Zeyrek-Moschee, erbaut.
Es ist bekannt, dass die Hodegetria während der Herrschaft der Komnenen jeden Freitag in die Eleusa-Kirche für eine feierliche Zeremonie überführt wurde. Bildliche Dokumente dieser Prozession bezeugen das Vorhandensein einer Ikone dieses Typus im 12. Jahrhundert, in einer Zeit, in der die berühmte Ikone der Gottesmutter von Wladimir von Konstantinopel nach Kiew gebracht wurde und zwar zwischen 1130 und 1135. Ob es sich dabei um das Original oder um eine Kopie handelte, ist nicht bekannt. Auf jeden Fall verlieren sich die Spuren des Prototyps der Eleusa aus Konstantinopel, deren Spuren nur durch die zahlreichen Repliken (Mosaiken, Fresken, Münzen, Wappen und natürlich Ikonen) in der gesamten christlichen Welt zu verfolgen sind.
Bekannte Beispiele für die Eleusa sind die Fedorowskaja, die Gottesmutter von Wladimir, die ukrainische Gottesmutter von Potschajiw sowie die byzantinische Notre-Dame de Grâce.

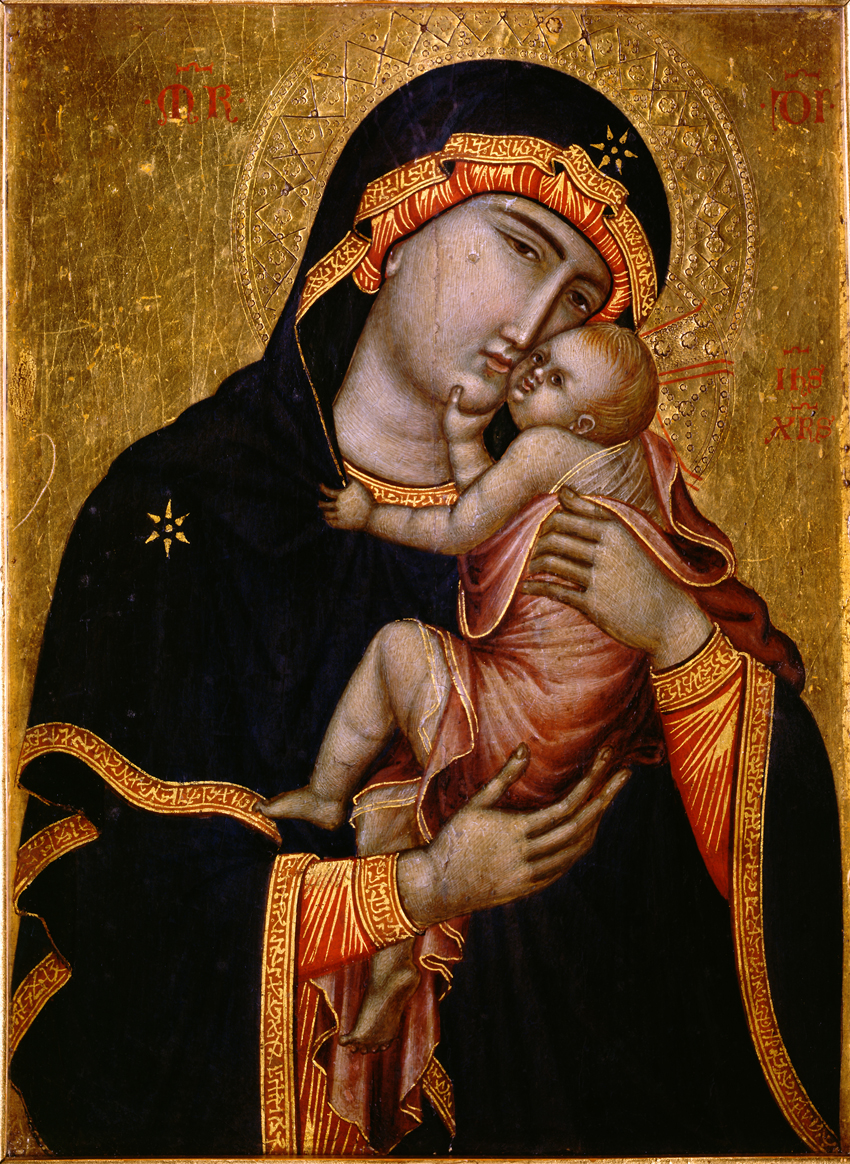
Notre-Dame de Grâce, vielleicht Siena, um 1340, 35,7 × 25,7 cm, Kathedrale von Cambrai (F 581)
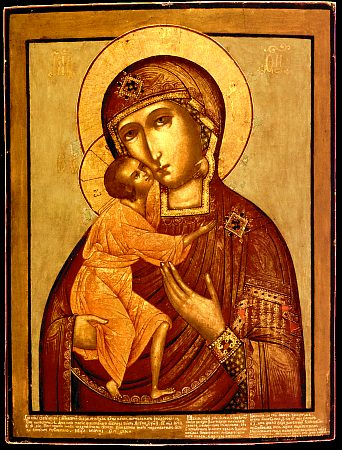
Fedorowskaja, Kopie aus dem frühen 18. Jahrhundert
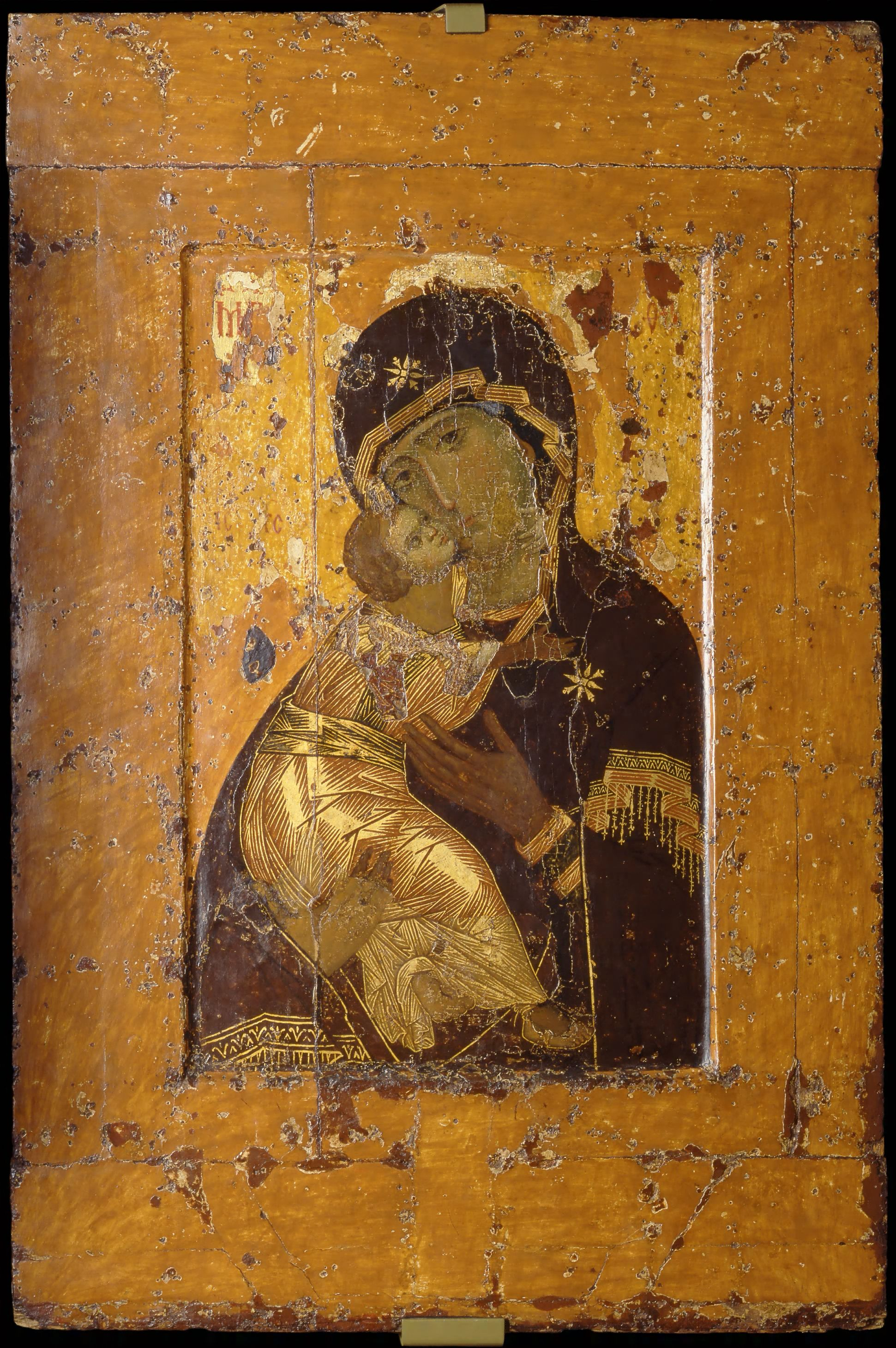
Gottesmutter von Wladimir
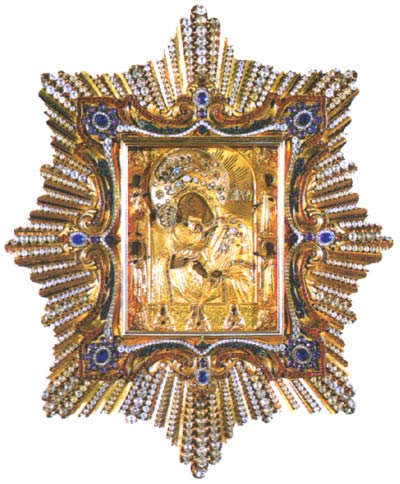
Ikone der Gottesmutter von Potschajiw